# Tutto da capo
Tutto da capo è il sesto album in studio del gruppo musicale italiano Gemelli DiVersi, pubblicato l'11 settembre 2012 dalla BMG Ricordi.

## Tracce
1. Tutto da capo – 4:37
2. Per farti sorridere – 3:49
3. Gucci Bag – 3:48
4. Non ci controlli – 3:33
5. V.A.I. – 3:25
6. Anni mesi giorni – 4:25
7. Spaghetti Funk Is Dead (feat. J-Ax, Space One e DJ Zak) – 4:26
8. Con le mie mani – 3:05
9. Al di là delle stelle – 3:44
10. Alla goccia – 3:54
11. I miei amici – 3:06
12. Sei come sei – 3:43
13. Miss U Much (feat. Ahmed Soultan) – 4:02
14. Questa è una rapina (feat. Steve Forest) – 3:02
15. Va tutto bene – 3:00

Traccia bonus nell'edizione di iTunes
1. Per farti sorridere (Da Brozz Synth Edit) – 3:43

## Classifiche
| Classifica (2012) | Posizione massima |
| ----------------- | ----------------- |
| Italia            | 1                 |
| Svizzera          | 51                |